# Rybolov

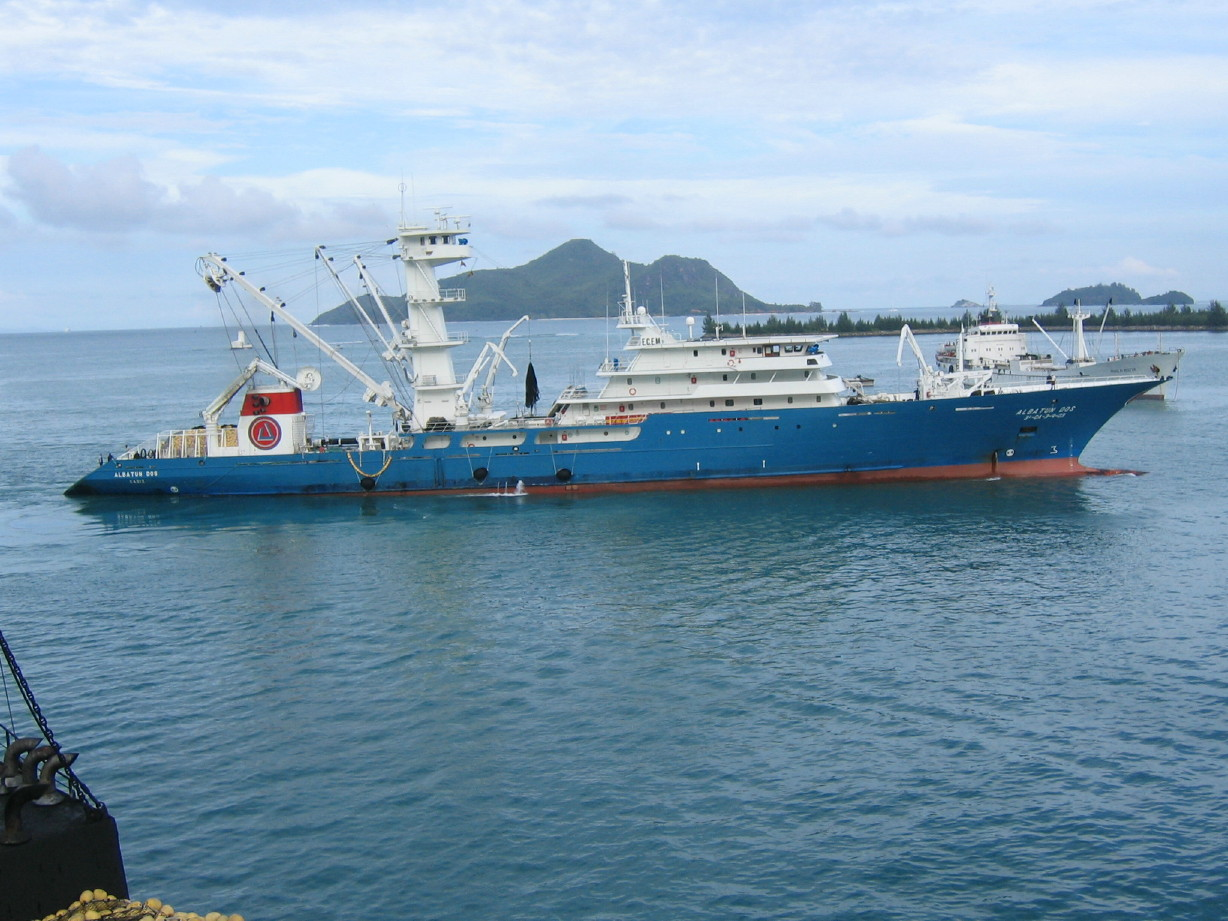
Moderní španělská loď ALBATUN DOS k lovu tuňáků, přístav Port Victoria, Seychely

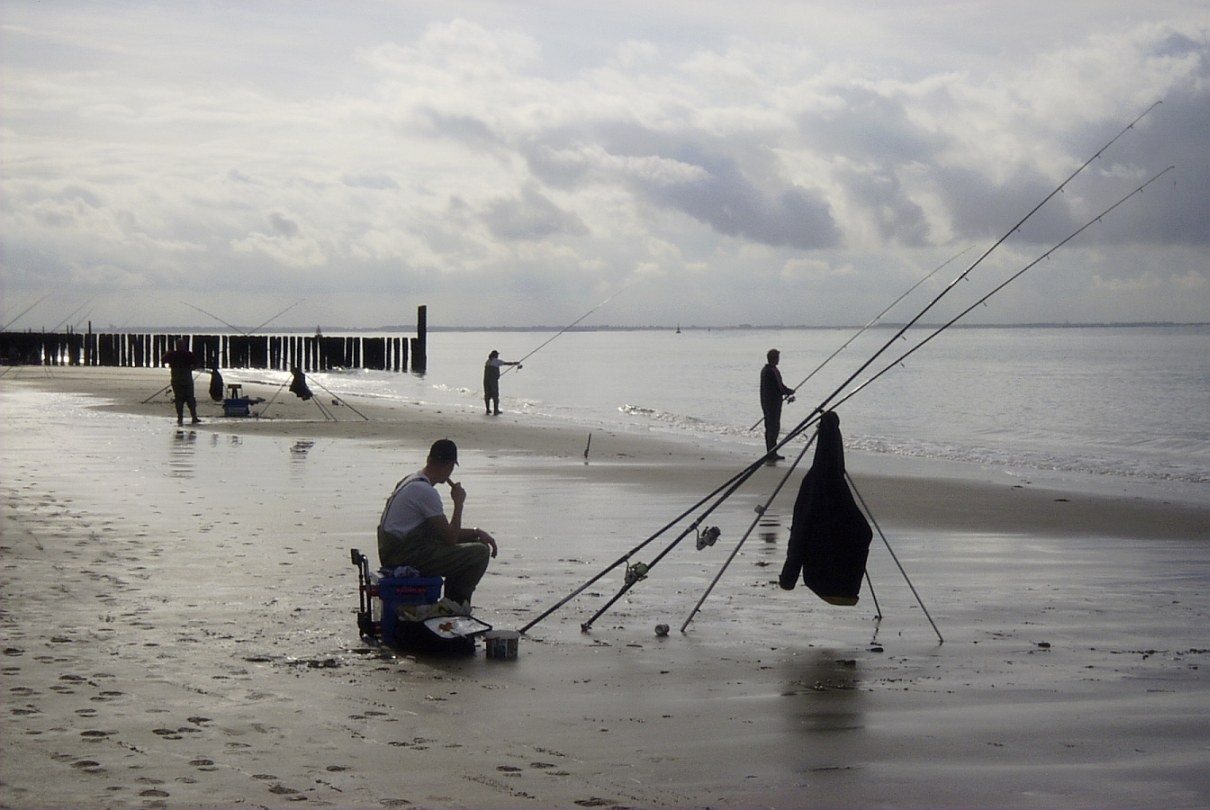
Rybáři

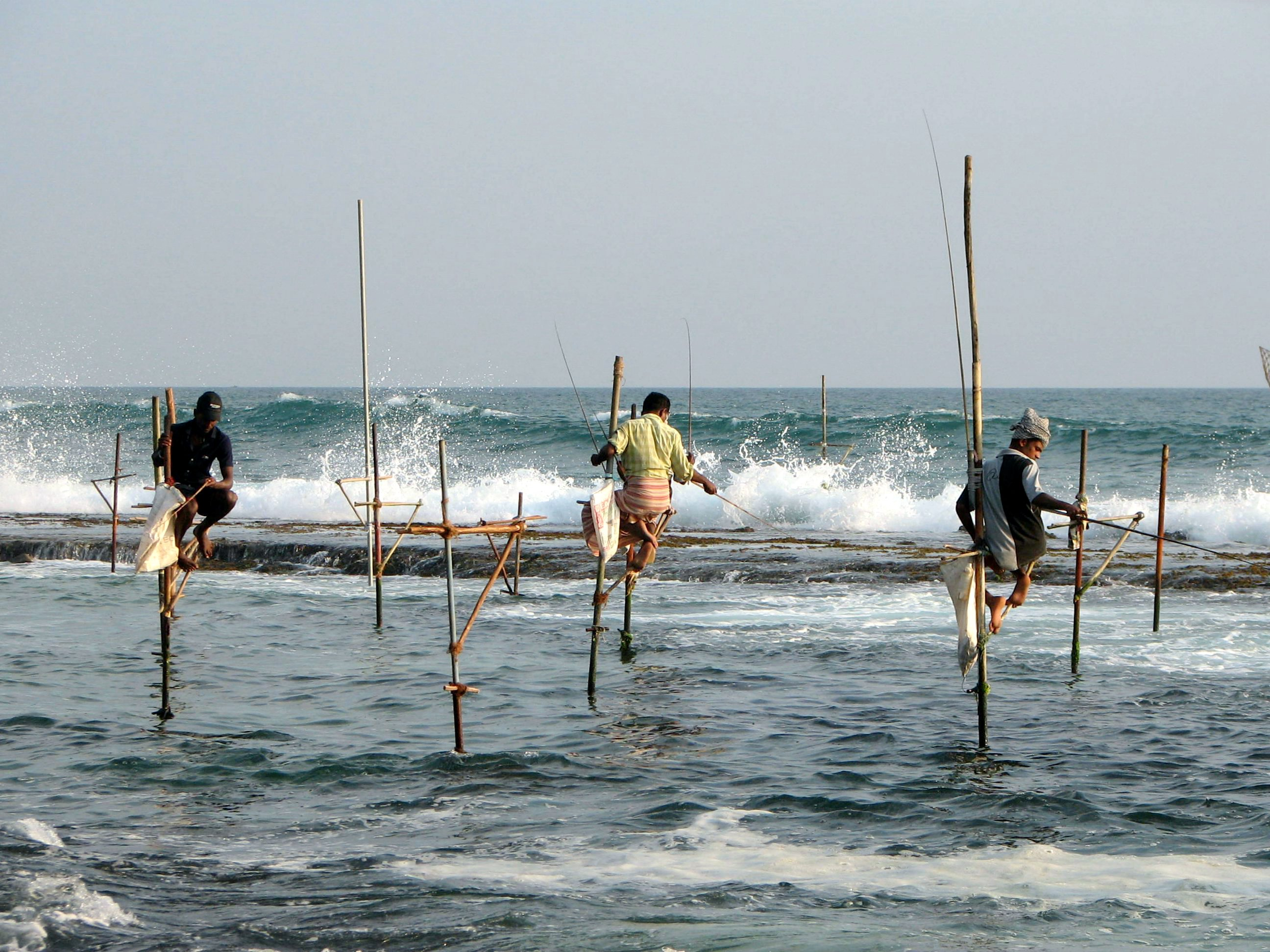
Rybáři na Srí Lance

Rybolov je odchyt ryb z moří, tekoucích vod, jezer, umělých nádrží (rybníků a přehrad). Pojem zahrnuje dvě odlišné činnosti:
- hospodářské výlovy – při nich se ryby odchytávají sítí, případně i elektrickým proudem
- sportovní aktivity – také označované termínem rybaření; zde se pro lov ryb používají udice s nástrahou

## Rybolov v Česku
V České republice se za účelem rybolovu vedle přirozených vodních toků, řek a potoků, využívají především menší i rozsáhlejší umělé vodní nádrže – rybníky, jejichž budovaní má v této zemi tradici již několika stovek let. Celkový výnos těchto nádrží je často navyšován pravidelným či nárazovým přidáváním živin – přikrmováním. Nadměrné přikrmování může být ovšem příčinou destabilizace celého rybničního ekosystému. Ten nastává v okamžiku, kdy vlivem přesycení prostředí živinami v nádrži neúnosně stoupne koncentrace fytoplanktonu – mikroskopických řas a cyanobaktérii (sinic). Tato sukcese může vést až k totálnímu kolapsu ekosystému, neboť nadměrná biomasa fytoplanktonu je zanedlouho schopna vyčerpat v nádrži veškerý dostupný kyslík nejen pro sebe, ale i pro veškerou ostatní vodní aerobní biotu.

## Rybolov ve světě
Podle statistiky Organizace pro výživu a zemědělství, se na světě komerčnímu rybolovu věnuje celkem 38 milionů rybářů a lidí chovajících ryby na farmách. Rybolov a akvakultura přímo nebo nepřímo zaměstnává v rozvojových zemích více než 500 milionů lidí.
Podle studie organizace Global Fishing Watch z roku 2018 je největší světovou rybářskou velmocí Čína – její plavidla v roce 2016 strávila na moři 17 milionů hodin. Druhou nejaktivnější zemí je Tchaj-wan (2,2 milionu hodin).
Výlučná ekonomická zóna je zásadní pro zdroje ryb.
Ryby obsahují neurotoxickou methylrtuť, a to převážně u rovníku.